# 壬生野インターチェンジ
壬生野インターチェンジ（みぶのインターチェンジ）は、三重県伊賀市川西にある名阪国道のインターチェンジである。
滋賀県甲賀市方面や新名神高速道路甲南ICへの最寄りICである。

## 道路
- E25 名阪国道（11番）

## 接続する道路
- 三重県道679号川東佐那具線

## 周辺
- 道の駅あやま
- 伊賀の里モクモク手づくりファーム
- あやまふれあい公園
- あやま文化センター
- ワールド運輸 伊賀営業所
- サンガリア 壬生野工場・壬生野センター[1]
- 法雲寺[2]

## 隣
E25 名阪国道
(10) 御代IC - (11) 壬生野IC - (12) 伊賀一之宮IC